# NGC 4900
NGC 4900 (również PGC 44797 lub UGC 8116) – galaktyka spiralna z poprzeczką (SBc), znajdująca się w gwiazdozbiorze Panny. Odkrył ją William Herschel 30 kwietnia 1786 roku.
W galaktyce tej zaobserwowano supernową SN 1999br.